# كلية غارث هيل
كلية غارث هيل أو (جارث هيل وجارث) هي مدرسة ثانوية في بلدة براكنيل، إنجلترا. تم إنشاؤها كمدرسة شاملة في سبتمبر 1969 من اندماج مدرسة ويك هيل الثانوية الحديثة (افتتحت عام 1956) ومدرسة غارث المجاورة (التي افتتحت عام 1965).
خضعت المدرسة لإعادة بناء بقيمة 40 مليون جنيه إسترليني في عام 2010، وافتتحت في سبتمبر من نفس العام. ومع ذلك لم يتم افتتاحها رسميًا من قبل الأميرة آن حتى 10 مارس 2011.
اكتسبت المدرسة مؤخرًا مبنى جديدًا آخر بتكلفة 6 ملايين جنيه إسترليني وافتتح في عام 2015 من قبل عمدة براكنيل. ومن بين الطلاب السابقين أدريان ويليامز لاعب كرة القدم السابق في ريدينغ وويلز، والذي يعمل حاليًا مقدمًا رياضيًا في راديو بيركشاير، إضافة إلى دانييلا ريلف مراسلة إخبارية مع بي بي سي، وبطل العالم موتوكروس أربع مرات ديفيد ثورب، ولاعبة كرة القدم ميليسا فليتشر.
المدير الحالي للمدرسة هو السيد كيث غرينجر.

## روابط خارجية
- موقع المدرسة الرسمية
- تقارير Ofsted